# SO-04G
ドコモ スマートフォン Xperia A4 SO-04G（ドコモ スマートフォン エクスペリア エースフォー エスオーゼロヨンジー）は、ソニーモバイルコミュニケーションズによって開発された、NTTドコモの第3.9世代移動通信システム（Xi）と第3世代移動通信システム（FOMA）のデュアルモード端末である。ドコモ スマートフォン（第2期）のひとつ。

## 概要
SO-02Gの後継機種で、NTTドコモの2015年夏モデルでは最も小さいスマートフォン端末となる。
⌀3.5 イヤホンマイク端子からのハイレゾ再生出力が、Xperia Z4同様192 kHz / 24 bit対応になった。
なお、PREMIUM 4G・赤外線通信・フルセグ・モバキャスには対応していない。
キャッチコピーは「「今」を詰め込んだ、コンパクトスマートフォン。」。

## 主な機能
| 主な対応サービス                                                      | 主な対応サービス                                      | 主な対応サービス                     | 主な対応サービス                                                  |
| --------------------------------------------------------------------- | ----------------------------------------------------- | ------------------------------------ | ----------------------------------------------------------------- |
| タッチパネル/加速度センサー                                           | PREMIUM 4G/Xi/FOMAハイスピード/VoLTE                  | Bluetooth                            | DCMX/おサイフケータイ/NFC/かざしてリンク/赤外線/トルカ            |
| ワンセグ/フルセグ/モバキャス                                          | メロディコール                                        | テザリング                           | WiFi IEEE802.11a/b/g/n/ac                                         |
| GPS                                                                   | ドコモメール/電話帳バックアップ                       | デコメール/デコメ絵文字/デコメアニメ | iチャネル                                                         |
| エリアメール/ソフトウェアーアップデート自動更新/生体認証 (指紋／虹彩) | デジタルオーディオプレーヤー(WMA・MP3他)/ハイレゾ音源 | GSM/3Gローミング(WORLD WING)         | フルブラウザ/Flash Player                                         |
| Google Play/dメニュー/dマーケット                                     | Gmail/Google Talk/YouTube/Picasa                      | バーコードリーダ/名刺リーダ          | ドコモ地図ナビ/ドコモ ドライブネット/Google Maps/ストリートビュー |

## 歴史
- 2015年5月13日 - NTTドコモより公式発表。
- 2015年6月18日 - 発売開始。

## アップデート・不具合など
2015年7月28日のアップデート
- まれに、特定のサイトの読み込みに失敗する場合を修正。
- ビルド番号は23.1.B.1.164。

2015年10月29日のアップデート
- ブラウザのブックマーク保存した特定のサイトを正常に開けない場合を修正。
- ビルド番号は23.1.B.1.213。

2016年7月12日のアップデート
- 内蔵電池の寿命を長く維持するため、充電量を調節する機能を追加。
- ビルド番号は23.1.B.1.317。

2016年8月9日のアップデート（OSバージョンアップ）
- Android 6.0へアップデート
  - 主なアップデート内容
    - Now on Tapの追加
    - 消費電力の最適化
    - アプリに渡す情報をコントロール
    - カメラ
    - ダイヤル
    - ホーム
    - スモールアプリ
    - 通知パネル
- ブラウザアプリの履歴が正常に表示されない場合修正。
- ビルド番号は23.5.B.0.303。

2017年1月26日のアップデート
- 端末起動後のカメラ起動中の初回スクリーンショット撮影時に撮影音が鳴らない場合を修正。
- ビルド番号は23.5.B.0.368。

2017年5月9日のアップデート
- 設定からデータ初期化をした際、まれにGoogleアカウントの入力を求められる場合を修正。
- ビルド番号は23.5.B.0.396。